# Sankt Veit im Mühlkreis
Sankt Veit im Mühlkreis település Ausztriában, Felső-Ausztria tartományban, a Rohrbachi járásban, területe 16 km².

## Fekvése
Tengerszint feletti magassága 686 méter. Sankt Veit im Mühlkreis Helfenberg, Sankt Johann am Wimberg, Niederwaldkirchen, Herzogsdorf és Oberneukirchen településekkel határos.

## Népesség
Lakosainak száma 1206 fő (2018. január 1.).